# Sông Sỏi
Sông Sỏi là một phụ lưu của sông Thương chảy ở huyện Đồng Hỷ tỉnh Thái Nguyên và huyện Yên Thế tỉnh Bắc Giang, Việt Nam.
Sông Sỏi có tổng chiều dài 38 km, diện tích lưu vực 303 km². Mỗi năm sông Sỏi có lưu lượng nước trung bình 0,167 km³.

## Dòng chảy
Sông Sỏi có nhiều tên địa phương khác nhau cho các đoạn sông.
Sông bắt nguồn từ núi Bồ Cu 21°39′58″B 106°01′31″Đ / 21,666128°B 106,025315°Đ ở khu vực có độ cao 400 m, ở 5 xã vùng cao của huyện Yên Thế, Bắc Giang. Đó là xã Xuân Lương, Canh Nậu, Đồng Tiến, Đồng Vương, Tam Tiến.
Một nhánh nguồn khác là Suối Diên từ xã Hợp Tiến huyện Đồng Hỷ Thái Nguyên.